# Piotr Brzózka
Piotr Brzózka (Wodzisław Śląski, 14 de octubre de 1989) es un deportista polaco que compitió en ciclismo de montaña en la disciplina de campo a través. Ganó una medalla de plata en el Campeonato Mundial de Ciclismo de Montaña de 2007, en la prueba por relevos.

## Palmarés internacional
| Campeonato Mundial | Campeonato Mundial         | Campeonato Mundial | Campeonato Mundial         |
| Año                | Lugar                      | Medalla            | Competición                |
| ------------------ | -------------------------- | ------------------ | -------------------------- |
| 2007               | Fort William (Reino Unido) | Medalla de plata   | Campo a través por relevos |